# В тихом омуте (фильм, 2019)
«В тихом омуте» (англ. I See You — досл. «Я тебя вижу») — американский триллер 2019 года, снятый режиссёром Адамом Рэндоллом по сценарию Девона Грея. Главные роли исполнили Хелен Хант и Джон Тенни.

## Сюжет
Десятилетний Джастин Уиттер похищен во время езды на велосипеде по парку. Затем похищают ещё одного мальчика. Грег Харпер назначен ведущим детективом по этому делу. Найдены улики в виде зелёного карманного ножа, связывающие это дело с предыдущей серией похищений, в результате которых мужчина был осужден много лет назад. Семья Харпера переживает неприятности из-за романа на стороне его жены Джеки. Их сын Коннор встаёт на сторону отца и обижается на мать.
В доме начинаются таинственные события; всё столовое серебро пропадает, фотографии вынимаются из рамок, и мастер по ремонту окон говорит Джеки, что его впустила дочь, хотя у них нет дочери. Джеки замечает странную маску под кроватью Коннора. На следующий день приезжает её бывший любовник Тодд, в тот момент кофейная кружка падает с верхнего этажа и ударяет его по голове. Джеки прячет его в подвале, чтобы отвезти Коннора в школу. Осматривая подвал, неизвестный бьёт Тодда по голове, и Джеки, вернувшись домой, находит его мертвым. Она впадает в панику и предполагает, что Коннор убил Тодда. Они с Грегом хоронят его тело, надеясь обеспечить Коннору алиби.
Кто-то посылает Коннору странные сообщения, когда за его спиной появляется человек в странной маске. Грег и Джеки находят Коннора связанным в ванне с зелёным карманным ножом. Джеки везет Коннора в больницу, в то время как Грег обыскивает дом, и на него нападает с топором фигура в маске лягушки.
Фильм переносится в прошлое и показывает, что таинственные события в доме происходят по вине двух бездомных, Минди и Алека, которые занимались «фроггингом» (прятались в доме без ведома владельцев) в доме Харперов. Минди опытна и старается держаться в тени, чтобы её не поймали, в то время как начинающий фроггер Алек решает, что хочет заставить семью поверить, что они сходят с ума. Минди видит, как Грег убивает Тодда, идёт предупредить Алека и видит, как он сажает Коннора в ванну. Она спорит с Алеком, который случайно сталкивает её с лестницы, отчего она теряет сознание. Алек прячет её в машине Грега. После того, как Джеки уезжает с Коннором в больницу, Грег уезжает на своей машине, забирая с собой и Минди.
Минди просыпается в машине. Когда она находит сумку с зелеными карманными ножами и рубашку Джастина Уиттера, она понимает, что похититель детей — Грег. Когда Грег паркуется в лесу, Минди выскальзывает из машины и звонит 911, но связь обрывается. Она находит старый трейлер с двумя похищенными детьми, запертыми в самодельных шкафах. Когда она пытается освободить их, Грег устраивает на неё засаду и отвозит обратно в свой дом, а затем убивает.
Алек нападает на Грега с топором. Грег вырубает Алека, а затем наносит себе удар ножом, чтобы создать впечатление, что на него напали. Алек снова появляется с пистолетом Грега и говорит, что знает, что он похититель. Грег узнает Алека и пытается объясниться, но Алеку все равно, и он убивает Грега. Приходит напарник Грега Спицки и, увидев Алека с пистолетом, стреляет ему в плечо. Когда Алек произносит: «Детектив Спицки?», детектив узнает его.
Спицки находит пакет с уликами в багажнике Грега, и пойманных мальчиков спасают из трейлера. Джеки и Коннор приезжают домой и обнаруживают, что он кишит полицией и машинами скорой помощи. В финале показывается, как маленький Алек и его друг встречают Грега, который протягивает Алеку зелёный карманный нож, в то время как нынешнего Алека (как выяснилось, он был предыдущей жертвой Грега, который сбежал) везут в машину скорой помощи.

## В ролях
- Хелен Хант — Джеки Харпер
- Джон Тенни — Грег Харпер
- Джуда Льюис — Коннор Харпер
- Оуэн Тиг — Алек
- Либэ Барер[англ.] — Минди
- Грегори Алан Уильямс — Спицки
- Эрика Александер — лейтенант Мориа Дэвис
- Эллисон Кинг — офицер Грейс Калеб
- Адам Керн — мастер по ремонту окон
- Джереми Глэден — Томми Браун
- Тери Кларк — миссис Браун
- Николь Форестер — миссис Уиттер

## Релиз и восприятие
Премьера фильма состоялась 13 марта 2019 года на фестивале South by Southwest, в широкий прокат фильм был выпущен 6 декабря того же года. Картина получила в основном положительные отзывы критиков, а также стала лауреатом приза телеканала Cine+ Frissons на международном фестивале фантастических фильмов в Париже.